# Vicenza Calcio
El LR (Lanerossi) Vicenza és un club de futbol d'Itàlia, de la ciutat de Vicenza a la regió del Vèneto. Va ser fundat el 1902 i actualment juga a la Serie C del Calcio italià.

## Història
El Vicenza Calcio va ser fundat el 9 de març de 1902. El seu primer president va ser Tito Buy. Entre el 1953 i el 1990 l'equip es va nomenar Lanerossi Vicenza. El 1997 va guanyar el seu primer i únic títol, la Copa d'Itàlia.
Actualment juga a la Serie B italiana.

## Equipació
- Equipació titular: Samarreta vermella i blanca, pantaló blanc i mitges blanques.
- Equipació suplent: Samarreta negra i blanca, pantaló negre, mitges negres.

## Dades del club
- Temporades a la Serie A: 30
- Temporades a la Serie B: 34
- Major golejada aconseguida: Vicenza 5 - Venecia (1946-47) 0 i Vicenza - Associazione Sportiva Roma (1959-60)
- Major golejada encaixada: Torino calcio 6 - Vicenza 0
- Millor posició a la lliga: 2n. (1977-78)
- Màxim golejador: Piero Spinato (121 gols).
- Més partits disputats: Giulio Savoini (317 partits)

## Palmarès
- 1 Copa d'Itàlia (1997)
- 3 Campionats de la Serie B (1954/1955, 1976/1977, 1999/2000, 2014/2015)
- 1 Campionat de la Serie C (1939/1940)
- 1 Copa Itàlia de la Serie C (1981/1982)
- 2 Torneig de Viareggio (1954, 1955)

## Jugadors destacats
| - Roberto Baggio - Mario David - Luca Toni - Francesco Coco - Giuseppe Damiani - Roberto Filippi - Mario Maraschi |  | - Romeo Menti - Marcelo Otero - Giorgio Puia - Paolo Rossi - Stefan Schwoch - Luís Vinício - Luigi Menti |